# Your 64
A Your 64 egy brit számítógépes magazin volt, aminek célközönsége a Commodore 64 és a VIC-20 személyi számítógépek tulajdonosai voltak. 1984-ben alapította a Sportscene Specialist Press a Your Spectrum testvérlapjaként. Eredetileg kéthavonta, majd később havonta jelent meg. Az újságból összesen 14 lapszám jelent meg, majd beépült a Your Commodore magazinba.